# Panteó d'Enric Nuet
El Panteó d'Enric Nuet és una tomba modernista de Lleida (Segrià) protegida com a Bé Cultural d'Interès Local.

## Descripció
Panteó monumental situat al departament de Sant Anastasi, de planta quadrangular de 6x6 metres. La porta d'accés és allindada i està flanquejada per unes columnes que aguanten una cornisa. Per sobre hi ha una gran obertura rectangular amb unes columnes que aguanten la llinda i, més amunt, una finestra d'arc de mig punt. El panteó es corona amb una cúpula. Tot l'exterior està dotat d'una gran plasticitat gràcies a la seva forma, amb entrants i sortints, i la seva decoració escultòrica com un fris amb corones funeràries, gerros coronant els murs o elements metàl·lics en combinació amb la pedra.
A l'interior destaca una pintura al fresc decorant l'altar amb la representació del davallament de la creu.

## Història
Panteó d'Enric Nuet, comte de Torregrossa, que té la porta d'accés sobre l'eix del sistema de trama neoclàssica del pavelló de Sant Anastasi, el més antic del cementeri.